# حكاية تو (فلم)
حكاية تو هو فيلم تلفزيوني مصري عُرض عام 1989، بطولة فريد شوقي وشويكار وصلاح ذو الفقار ومحمود الجندي وسماح أنور وتهاني راشد، ومن إخراج يحيى العلمي.

## قصة الفيلم
تدور أحداث الفيلم حول اللواء زهدي (فريد شوقي) رجل شرطة متقاعد يجد شاب يدعى توفيق (محمود الجندي) يطارده في كل مكان يذهب اليه، ويعرف بعد ذلك ان هذا الشاب هو ابن مسجون سياسي قد مات في السجن على يده بسبب التعذيب، ويحاول توفيق الانتقام لأبيه من زهدي وتتوالى الأحداث.

## طاقم التمثيل

### بطولة
- فريد شوقي: (اللواء زهدي)
- شويكار: (منيرة)
- محمود الجندي: (توفيق)
- سماح أنور: (سماح)
- تهاني راشد: (درية)
- محمود مسعود: (حمدي)
- رأفت فهيم: (حسني)
- محمد الصاوي: (النص)
- جمال شبل: (. مجدي - طبيب القلب)
- عبد الحميد أنيس: (ضابط شرطة)
- أحمد فؤاد سليم: (اللواء شوكت)
- محمد عبد الجواد: (رؤوف)
- عواطف حلمي
- ميرفت الشناوي
- فاروق رمضان: (صاحب البيت)
- حسن محمود
- فتحي عمران
- محمد عابدين
- جيهان فريد
- عتريس الجندي
- سمير حسين

### ضيف الشرف
- صلاح ذو الفقار: (فؤاد)

## فريق العمل
- إخراج: يحيى العلمي
- قصة: فتحي غانم
- سيناريو وحوار: عصام الجمبلاطي
- مدير التصوير: محمود عبد السميع
- مونتاج: محمد الطباخ
- موسيقى تصويرية: ميشيل المصري
- إنتاج: اتحاد الإذاعة والتلفزيون (قطاع الإنتاج)
- توزيع: اتحاد الإذاعة والتلفزيون (قطاع الشئون المالية والاقتصادية)